# Cap Radio
 (août 2024).
Si vous disposez d'ouvrages ou d'articles de référence ou si vous connaissez des sites web de qualité traitant du thème abordé ici, merci de compléter l'article en donnant les références utiles à sa vérifiabilité et en les liant à la section « Notes et références ».
Cap Radio est une radio privée marocaine basée à Tanger. Elle couvre les bassins d'audience du Rif occidental (Tanger, Tétouan, Chaouen, Targuist) ; du Rif oriental (Alhoceima, Driouch, Nador, Aroui, Melilla) ; de l'est (Oujda, Berkane, Ahfir, Saïdia, Taourirt) et du Sais (Meknès, Fès, etc.), les régions de Casablanca-Settat, Marrakech-Safi et le Sahara marocain. Elle diffuse ses programmes et bulletins d’actualité principalement en darija marocaine, avec une forte dominante du parler du nord et du dialecte rifain.

## Historique et ligne éditoriale
D’après le cahier des charges de la radio agréée par la Haute Autorité de la Communication Audiovisuelle (HACA), Cap Radio se concentre sur les événements, l’actualité et la culture du nord et du Rif. Son objectif est de créer une connexion entre cette région et le reste du Maroc, en rendant tout ce qui concerne le nord du Maroc et la région du Rif, que ce soit au niveau du mode de vie, de la culture ou de l’actualité, accessible et compréhensible pour les auditeurs du reste du pays. Il s’agit de valoriser la particularité et la richesse culturelle qui distinguent cette région.
Cap Radio est l'une des premières radios privées à avoir reçu l’autorisation de la HACA, à la suite de la libéralisation du secteur audiovisuel et de la fin du monopole étatique en vigueur depuis l’indépendance. Elle a été autorisée en 2006 et a commencé à émettre ses programmes en janvier 2007.

## Approche de proximité
L’approche de Cap Radio a marqué un tournant dans le paysage audiovisuel marocain, en introduisant le concept de proximité. Contrairement au modèle traditionnel, où les auditeurs ne connaissaient de la radio que les voix et les noms des animateurs, Cap Radio a voulu rapprocher les journalistes du public. Dans cette logique, le public n’est plus un simple client, mais devient un véritable partenaire de la radio. Cette démarche repose sur trois techniques fondamentales.

### Choix linguistique et inclusion
La première technique consiste en l’usage volontaire de la darija marocaine et du dialecte rifain. Ce choix, bien qu’optionnel, rompt avec la tradition des radios d’État qui ne diffusaient qu’en arabe classique ou en français. À l’époque, la radio était réservée à une élite et les auditeurs n’avaient pas leur mot à dire. Cap Radio a bouleversé cette dynamique en utilisant des langues parlées par tous, permettant à chaque auditeur de participer activement et de se sentir impliqué dans les contenus.

### Direct et interactivité
La deuxième technique mise en œuvre est la diffusion en direct et l’interactivité. Dès ses débuts, Cap Radio a opté pour la diffusion de ses émissions en direct, en darija et en rifain, en ouvrant les lignes téléphoniques aux auditeurs. La station a également invité ces derniers, plutôt que des experts, à participer en studio, renforçant encore le lien entre la radio et son public.

### Présence sur le terrain
Enfin, la troisième technique repose sur la présence du micro-trottoir de Cap Radio sur les lieux des événements. Cela se fait grâce à ses journalistes basés à Tanger et à ses correspondants dans d’autres villes du nord et du Rif. Cette immersion sur le terrain permet à la radio de réaliser son principal objectif : faire de l’auditeur un acteur à part entière de l’information. Cette approche a profondément changé le concept de la radio dans le nord et le Rif, au point que Cap Radio est devenue la première radio en termes d’audience dans ces régions. Ce modèle, autrefois marginal, a été repris par l’ensemble des radios marocaines, y compris les grandes stations classiques.

## Couverture et fréquences
Cap Radio couvre une grande partie du territoire marocain grâce à un réseau étendu de fréquences. Elle émet notamment sur 102.1 MHz à Al Hoceïma, Imzouren et Bni Bouayach ; 90.7 MHz à Melilla, Bni Ansar, Nador, Selouane, Al Aaroui, Tiztoutine, Zaio, Saida, Berkane, Ahfir et Taourirt ; 106.1 MHz à Meknès ; 100.9 MHz à Fès, Sefrou et Ain Taoujdate ; 92.9 MHz à Oujda et El Aioun ; 95.2 MHz à Jerada ; 105.5 MHz à Figuig ; 105.4 MHz à Tanger et Asilah ; 104.5 MHz à Tétouan, Martil, Fnideq, Larache et Ceuta ; 95.8 MHz à Targuist ; 88.0 MHz à Guercif, Taza et Tahla ; 93.1 MHz à Taounate ; 106.1 MHz à Boufekrane, Agourai, Sidi Kacem, Sidi Slimane, Khémisset et Tiflet ; 106.7 MHz à Mohammedia, Casablanca et Bir Jdid ; 105.7 MHz à Khouribga et Settat ; 92.7 MHz à Azemmour, El Jadida et Sidi Smail ; 101.6 MHz à Safi ; 106.5 MHz à El Kalâa Des Sraghna et Marrakech ; 104.1 MHz à Essaouira et Tamanar ; 102.7 MHz à Tarfaya ; et enfin 106.0 MHz à Semara, Laâyoune, Boujdour et Dakhla.